# Пасхальное яйцо

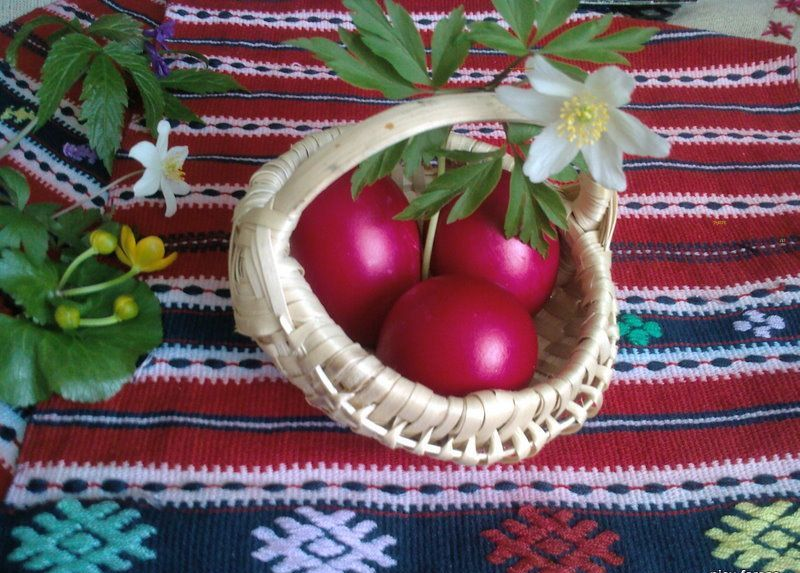
Пасхальные яйца

Пасха́льное яйцо́ — обрядовая пища и ритуальный символ в пасхальных обычаях, обрядах и играх. Дарить окрашенные в красный цвет яйца на Пасху — древний обычай. В христианстве яйцо толкуется как символ гроба и воскресения, а красный цвет символизирует для христиан кровь распятого Христа. Помимо того, красный цвет одновременно указывает и «на царское достоинство Спасителя».
Пасхальные яйца красятся не только в красный, но и в иные цвета, а также расписываются.
В качестве пасхальных сувениров могут быть использованы яйца не только кур, но и других видов птиц, а также изделия в виде яйца, изготовленные из шоколада и различных других материалов — камня, фарфора, глины, дерева и т. д. «Пасхальные яйца так называемой императорской серии сегодня являются главным и самым известным символом бренда Фаберже».
У славян пасхальное яйцо, помимо употребления в пасхальных обрядах и играх, могло использоваться впоследствии на протяжении года в сакральных, оздоровительных или защитных целях.

## История
Традиция окрашивания яиц появилась задолго до христианства, в далёкой древности. В Африке найдены украшенные резьбой страусиные яйца, возрастом около 60 000 лет. Расписанные страусиные яйца, а также золотые и серебряные, часто встречаются в захоронениях древних шумеров и египтян, датируемых вплоть до начала III тысячелетия до н. э.

### До христианства
Обычай красить яйца связан с дохристианским празднованием весны. Ещё в дохристианские времена яйцо у многих народов являлось олицетворением творящей силы природы. Вся вселенная представлялась вышедшей из яйца. Отношение к яйцу как к символу рождения отразилось в верованиях и обычаях египтян, персов, греков, римлян.
У славянских народов яйцо ассоциировалось с плодородием земли, с весенним возрождением природы. Исследователи писанок отмечают, что на писанках отражены архаичные представления славян о вселенной, которые существовали у славян до принятия христианства.

### После появления христианства
С появлением христианства в процессе религиозного синкретизма символы древнего языческого поклонения сохранились и были адаптированы для христианской религии. У христиан существует легенда которая гласит, что Мария Магдалина принесла варёные яйца, чтобы поделиться с другими женщинами у гроба Иисуса, и яйца в её корзине чудесным образом превратились в багровые, когда она увидела воскресшего Христа.
Другая легенда относится к усилиям Марии Магдалины по распространению Евангелия. Согласно ей, после Вознесения Иисуса Христа Мария направилась к римскому императору Тиберию и за обедом заявила ему, что Христос воскрес из мёртвых. Император не понял, тогда Мария Магдалина взяла в руки яйцо со стола, чтобы объяснить. В ответ Тиберий сказал ей, что человек не более способен воскреснуть, чем яйцо стать красным, после чего яйцо якобы окрасилось в красный цвет.
Красные пасхальные яйца являются частью пасхальных обычаев и представляют собой особый тип пасхального яйца, приготовляемого различными православными христианскими народностями, и часто сопровождаются другими традиционными пасхальными блюдами. Испанские пасхальные яйца, называемые аминадос (исп. huevos haminados), пришедшие из еврейской традиции, готовятся похожим способом. Тёмно-красные яйца являются традиционными и в Греции, где, согласно обычаям, представляют собою кровь Христа, пролитую на кресте. Западная литература содержит указания на то, что такая практика может происходить из обычаев раннехристианской церкви в Месопотамии, а корнями уходить в античность.

## Традиции, обычаи

### Религиозное символическое значение
Как указывает Энциклопедический словарь Брокгауза и Ефрона, последователи христианства считают, что яйцо служит «символом гроба и возникновения жизни в самых недрах его; окрашенное красной краской, оно знаменует возрождение наше кровию Иисуса Христа». Символическое значение яйца в христианских обычаях также описывается в западной религиозной литературе.
Известны также аналогии между яйцом и видимым миром: в одной русской рукописи XVI века скорлупа уподоблялась небу, внутренняя плёнка («плева») — облакам, белок — во́дам, желток — земле, «сырость посреде́ яйца» (то есть, его жидкое состояние) — греху, а загустение яйца сопоставлялось истреблению греха пролитием жертвенной крови Христа и Воскресением Христовым.
Как указывают исследователи из Оксфордского университета, пасхальное яйцо, пасхальный кролик и пасхальная лилия — одни из древних символов плодородия (англ. fertility), а праздник Пасхи, отмечаемый ранней весной, связан с древними мифами о плодородии возрождающихся героев, которые иногда принимали форму зерна, как в случае египетского Осириса, или форму других растений, как в случае с Адонисом. Германская богиня плодородия Эостра (др.-англ. Ēastre, др.-в.-нем. Ôstara), возможно, является источником для термина «Пасха» (англ. Easter; нем. Ostern). Согласно древним представлениям у неё был кролик, способный нести яйца. Но более общепринятой теорией является то, что Easter происходит от немецкого Ostern, которое происходит от скандинавского Eostur и переводится как «весна». В других языках для обозначения Пасхи было адаптировано еврейское слово Pesah (ивр. פסח‎).

### Нынешнее употребление обычая

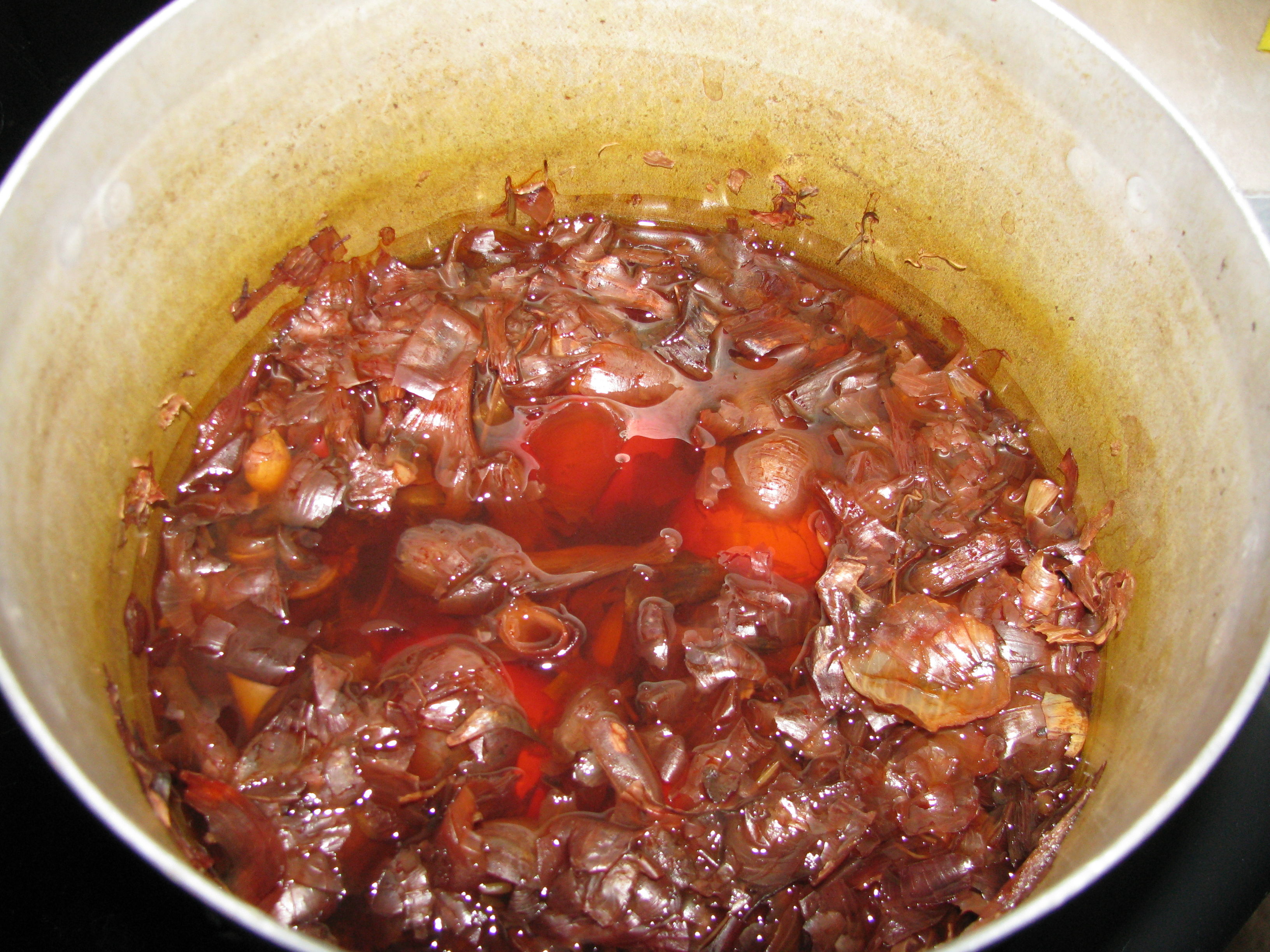
Чтобы скорлупа яиц покраснела, их варят вместе с шелухой репчатого лука

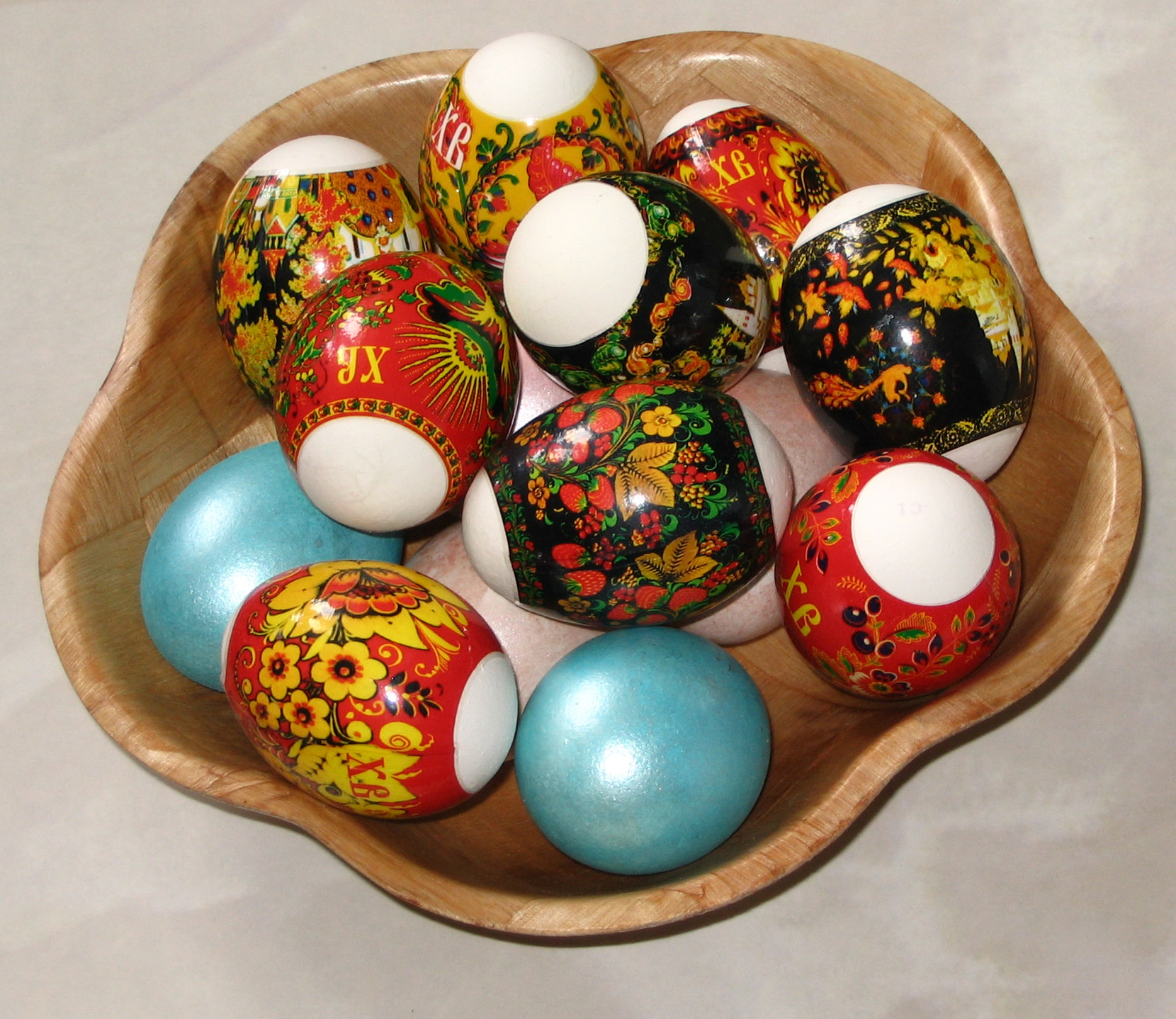
Современное украшение яиц термонаклейками

Обычай окрашивать яйца в красный цвет был свойствен когда-то не только православным, однако, например, в англоязычном мире он воспринимался как устаревший даже в XIX веке,

и хотя пасхальные яйца там не исчезли, сегодня они, как правило, изготовлены из шоколада. На шоколадные яйца перешли и такие народы Западной Европы, как итальянцы и французы.
У ряда народов, преимущественно славянских, в той или иной степени сохранился обычай расписывать яйца (в частности, его сохранили украинцы и поляки).
Когда-то существовала особая «терминология» для обозначения различий между крашеными и расписанными яйцами: крашенки — полностью окрашенные яйца; писанки — яйца, расписанные сюжетными и орнаментальными узорами. Яйца, снабжённые узором в виде полосок, пятен и крапинок, именовались крапанками .
Разные народы в разной мере сохранили древнюю традицию росписи пасхальных яиц. Например, искусство белорусской писанки к настоящему дню практически утрачено, в отличие от украинской .
Использование луковой шелухи — самый распространённый способ окраски яиц.
Существует традиция освящения пасхальных яиц (вместе с куличами и творожными пасхами). В Русской православной церкви освящение сопровождается «молитвой во еже благословити сыр и яйца» (то есть на освящение творога и яиц).

### Славянские обычаи

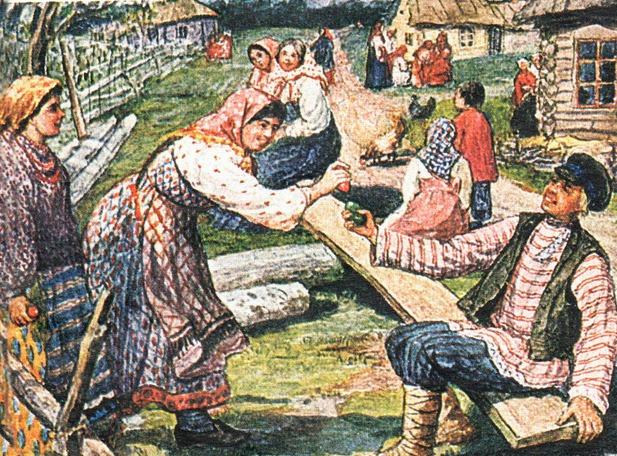
Ф. Сычков. Игра в битки

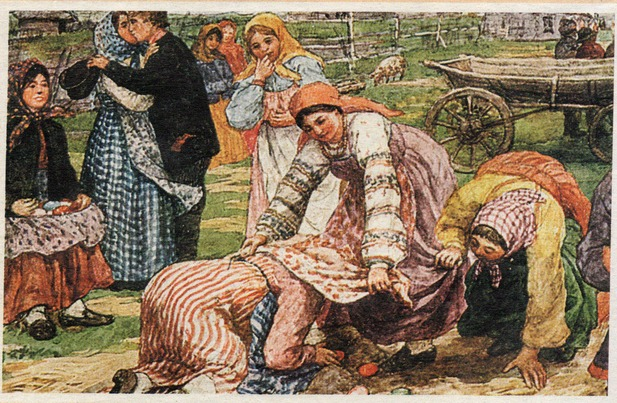
Ф. Сычков. Игра в кучки

Пасхальные яйца освящали в церкви, обычно в субботу, иногда утром на Пасху.
Основным цветом, в который красили пасхальные яйца славяне, был красный. Красный цвет в народной культуре — один из основных элементов цветовой символики: цвет жизни, солнца, плодородия, здоровья и цвет потустороннего мира, хтонических и демонических персонажей. Красный цвет наделяется защитными свойствами и используется как оберег. Особо значимо в народных представлениях красное яйцо.
Первой пищей на Пасху часто было пасхальное яйцо. В волынском Полесье, например, хозяин (старший в семье) по утрам в течение трёх дней Пасхи разрезал освящённое яйцо на части по числу членов семьи (это называлось «делиться яичком») и раздавал на завтрак. Белорусы и македонцы на Пасху умывались водой, в которую было положено красное пасхальное яйцо.
Пасхальной пище и особенно пасхальному яйцу приписывались магические свойства. По завершении праздника с пасхальным яйцом обходили загоревшееся строение или кидали его в огонь, надеясь, что яйцо поможет остановить пожар; с ним искали заблудившуюся скотину, им оглаживали корову при первом весеннем выгоне, его закапывали в поле, чтобы у льна головки были величиной с яйцо. Болгары считали, что скорлупа красного пасхального яйца служит оберегом от кротов. Ритуальные действия с пасхальными яйцами и другими предметами болгары использовали для отгона градовых туч, а словаки, мораване и чехи — для получения хорошего урожая.
У болгар восточных Родоп перспектива целостности семьи в предстоящем году оценивалась по тому, сохранились ли целыми все яйца, вложенные в пасхальный каравай. Если яйцо лопалось, это считали знаком будущих потерь среди членов семьи.
Существовала пасхальная игра с крашеными яйцами — катание яиц по земле или со специальных лотков, а также «битки» — битьё крашеными яйцами.
Обычай красить яйца, обмениваться ими, использовать их в различных обрядах и играх у славян охватывал период от Пасхи до Троицы, а иногда и до Петровского заговенья.

### Аналоги в других культурах

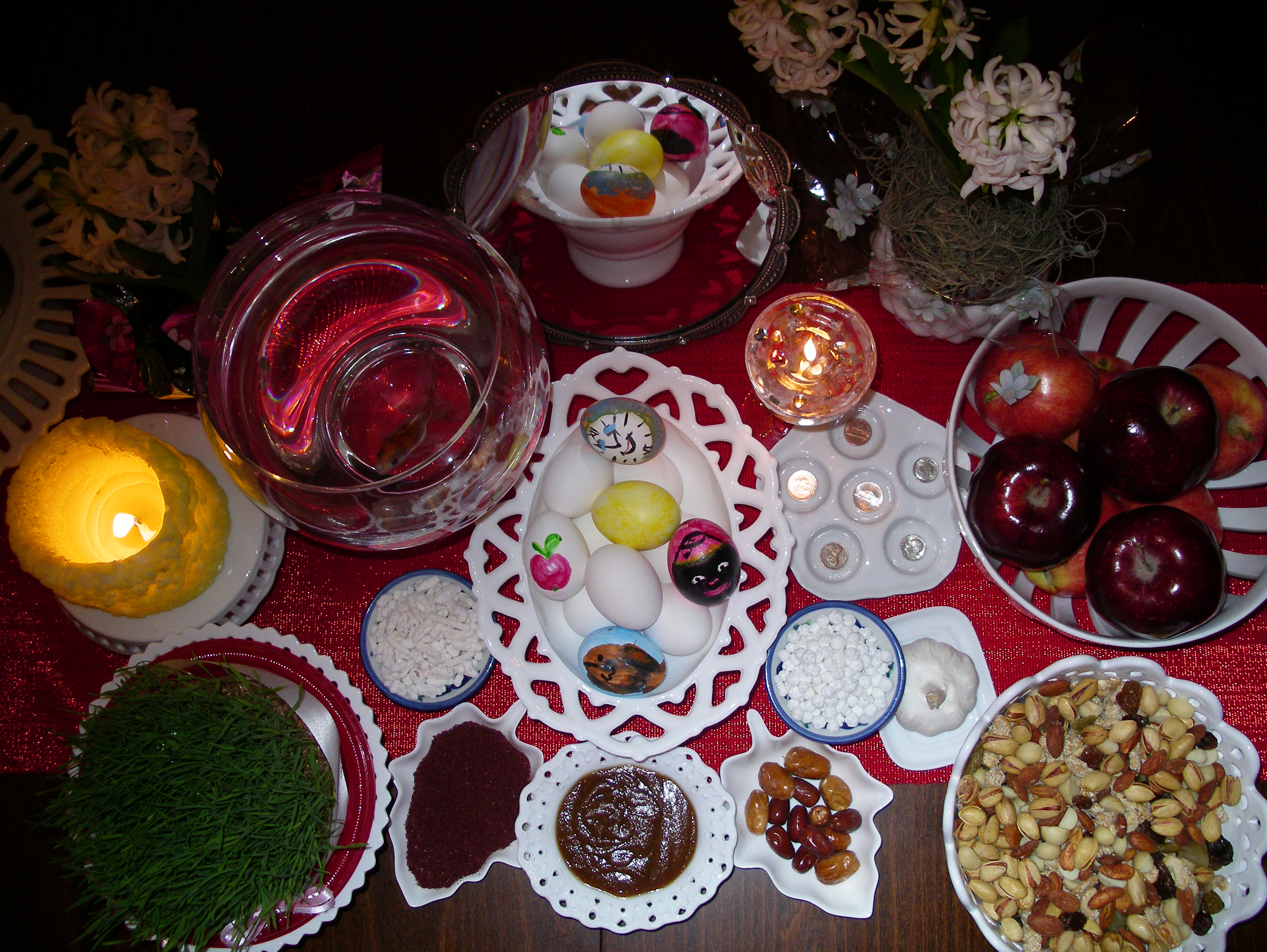
Хафт син, набор из семи блюд, который подают в Иране во время Новруза

Традиция красить яйца на весенний праздник Новруз, которая существует в Иране и Азербайджане, возможно, имеет древние зороастрийские корни. В Азербайджане крашеные яйца — неотъемлемый элемент праздничного стола.

## Техника украшения яиц

Марка пластовой почты, посвящённая 50-й годовщине организации Пласт: волынская писанка (Торонто, 1961)

Яйца, окрашенные в один цвет, когда-то именовались крашенками. Этот самый простой способ окрашивания пасхальных яиц.
Писанки — это сложный способ раскрашивания яиц. На сырое холодное яйцо горячим воском при помощи стального пёрышка наносят узор. После нанесения узора яйцо окунают в разведённую холодную краску. Краски наносят, начиная с самой светлой. После нанесения очередной краски яйцо вытирают, вновь наносят узор воском и окунают в краску. После нанесения всех узоров воск осторожно «стапливают» с яйца (например, над пламенем свечи), растаявший воск удаляют бумагой или тряпкой.
В настоящее время для украшения пасхальных яиц используются, кроме того, разнообразные виды наклеек, термоплёнка и т. п., зачастую снабжённые изображениями Христа, Богородицы, ангелов и святых. Использование этих изображений, однако, подвергается критике в современной православной публицистике как профанация сакрального, поскольку через непродолжительное время указанным изображениям, скорее всего, предстоит стать частью бытового мусора.

## Скульптурные изображения
В 2010 году в московском парке Красная Пресня было изготовлено пасхальное яйцо изо льда массой 880 кг и высотой 2 метра 30 сантиметров.
В 2018 году в преддверии фестиваля «Пасхальный дар» восьмиметровое пасхальное яйцо было установлено в самом центре Москвы — в Камергерском переулке. Ранее яйцо устанавливали на пасхальных фестивалях 2017 и 2016 годов.
Скульптурные изображения пасхального яйца различного внешнего вида устанавливались и в других городах и странах.

## Галерея

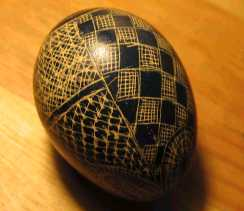
Польская драпанка. 2005
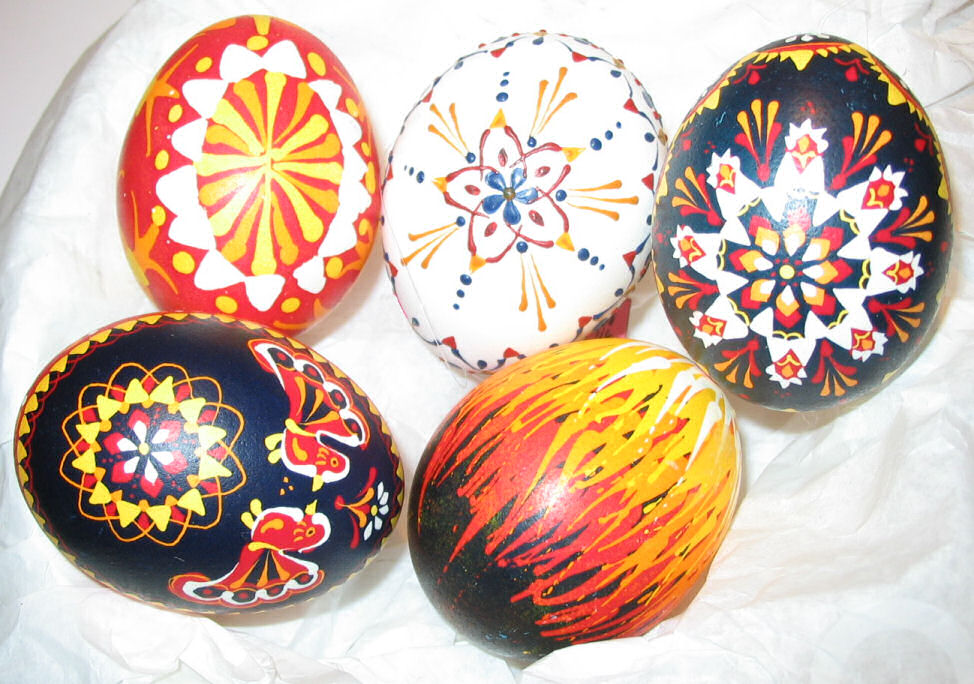
Лужицкие пасхальные яйца. 2005
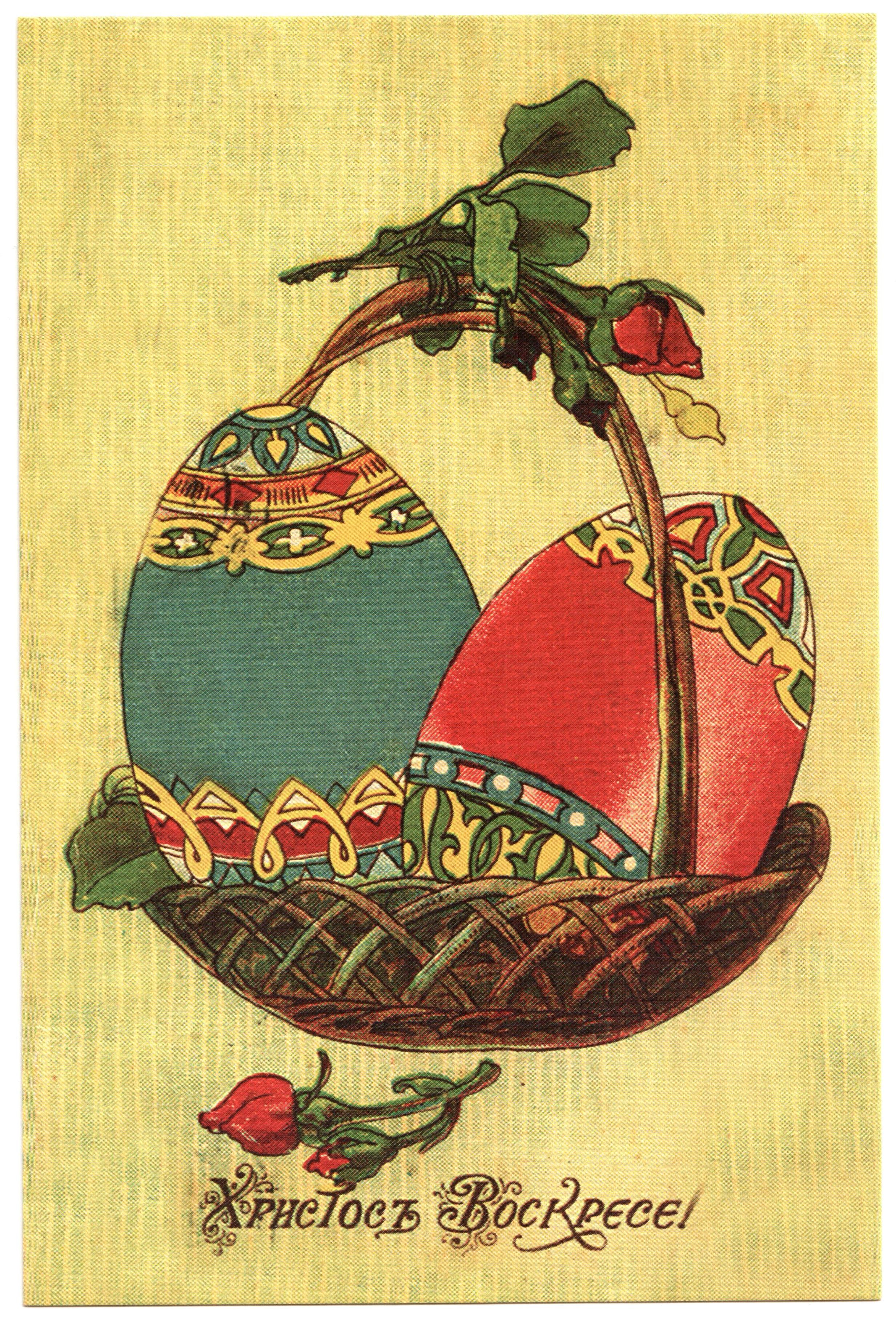
Русские узоры пасхальных яиц в России на дореволюционной открытке.
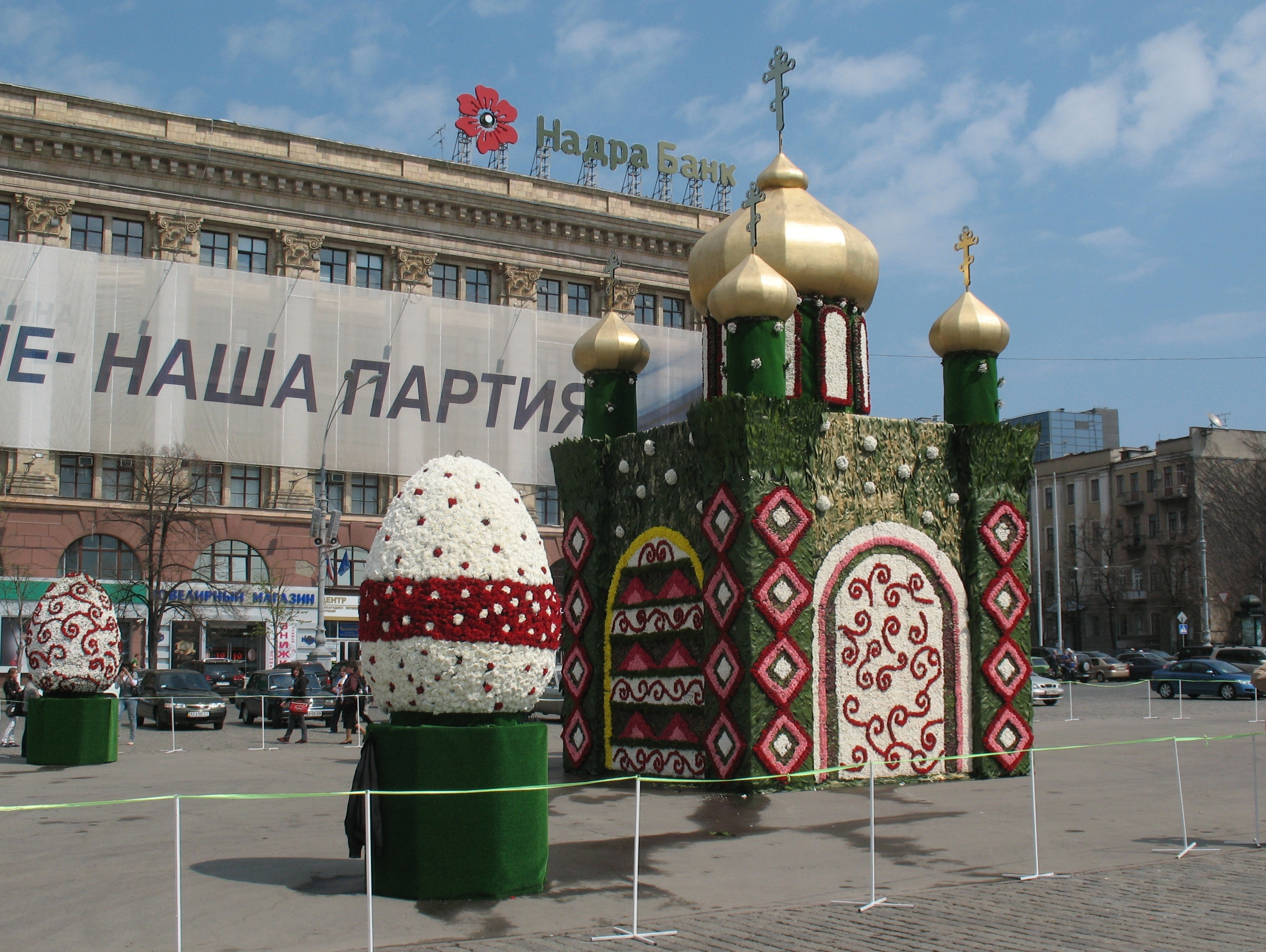
Пасхальные яйца и пасхальная церковь на площади. Харьков, 2011
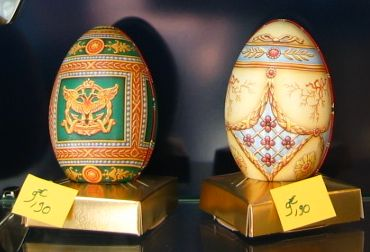
Норвежские пасхальные яйца
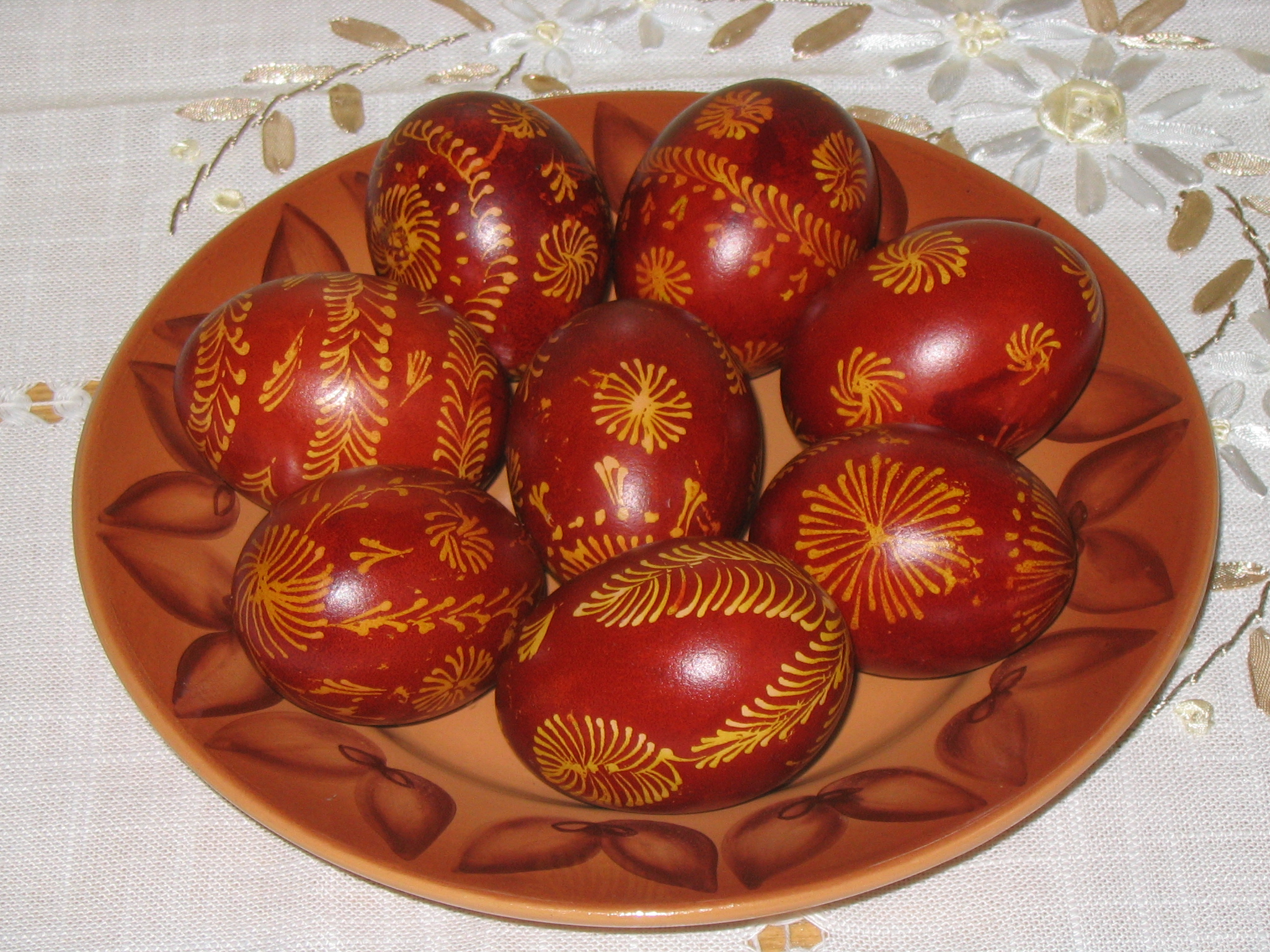
Белорусская писанка
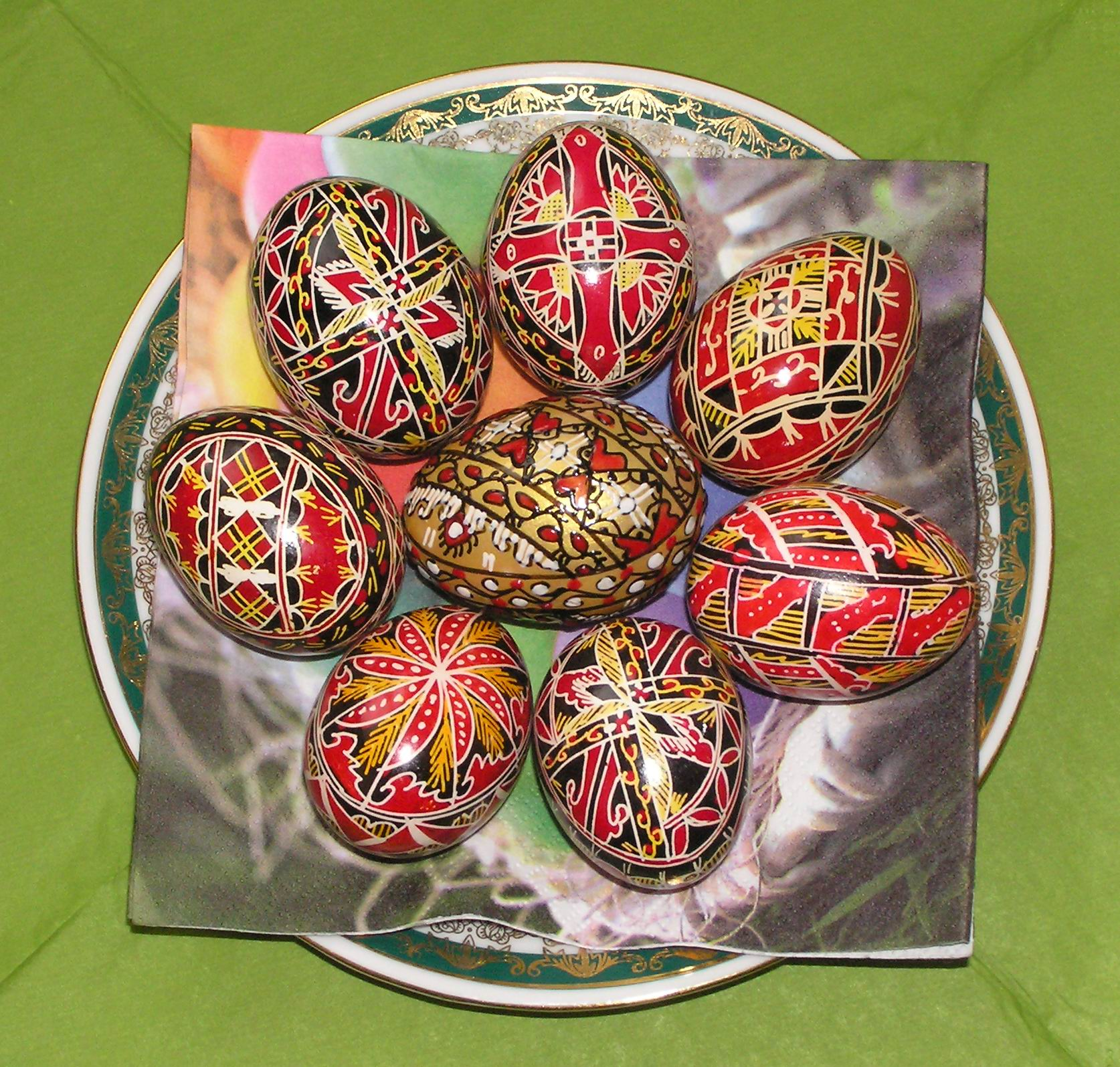
Румынская писанка
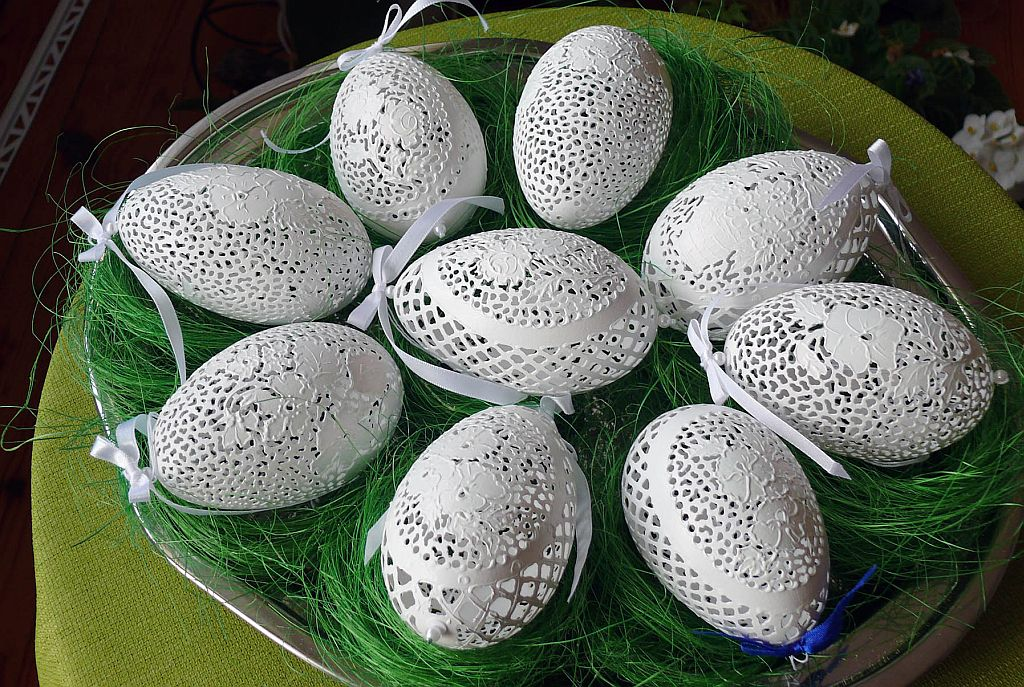
Польская ажурная писанка
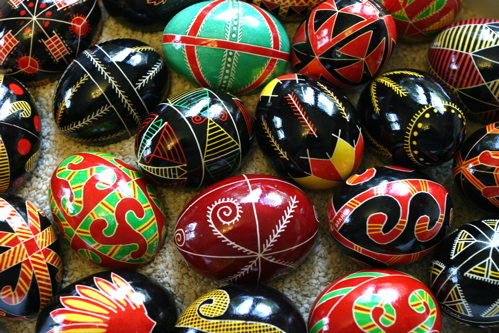
Украинская писанка
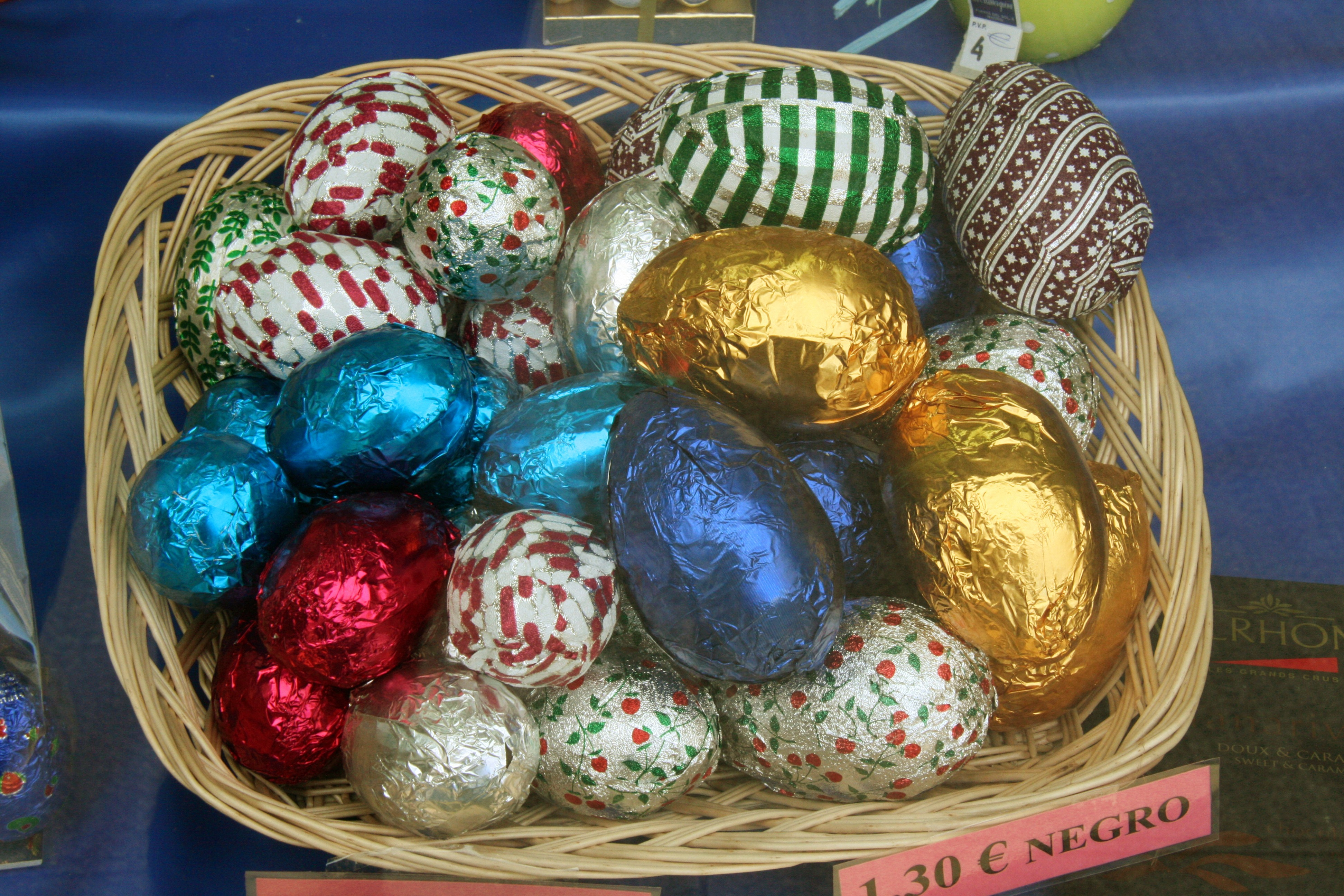
шоколадные пасхальные яйца в фольге, в СССР продавались шоколадные яйца в фольге под названием «Курочка Ряба»
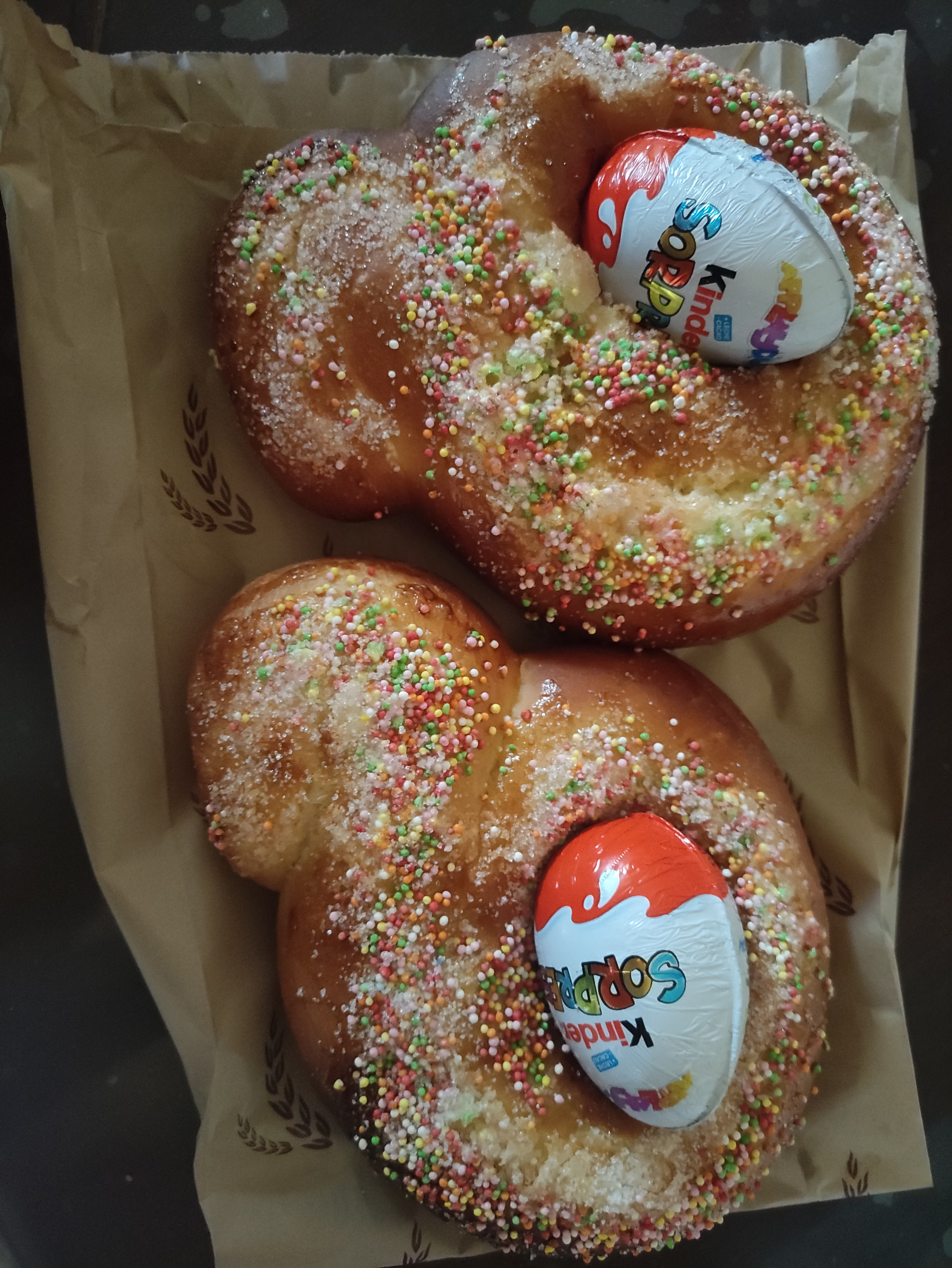
Киндер-сюрприз, как пасхальное яйцо
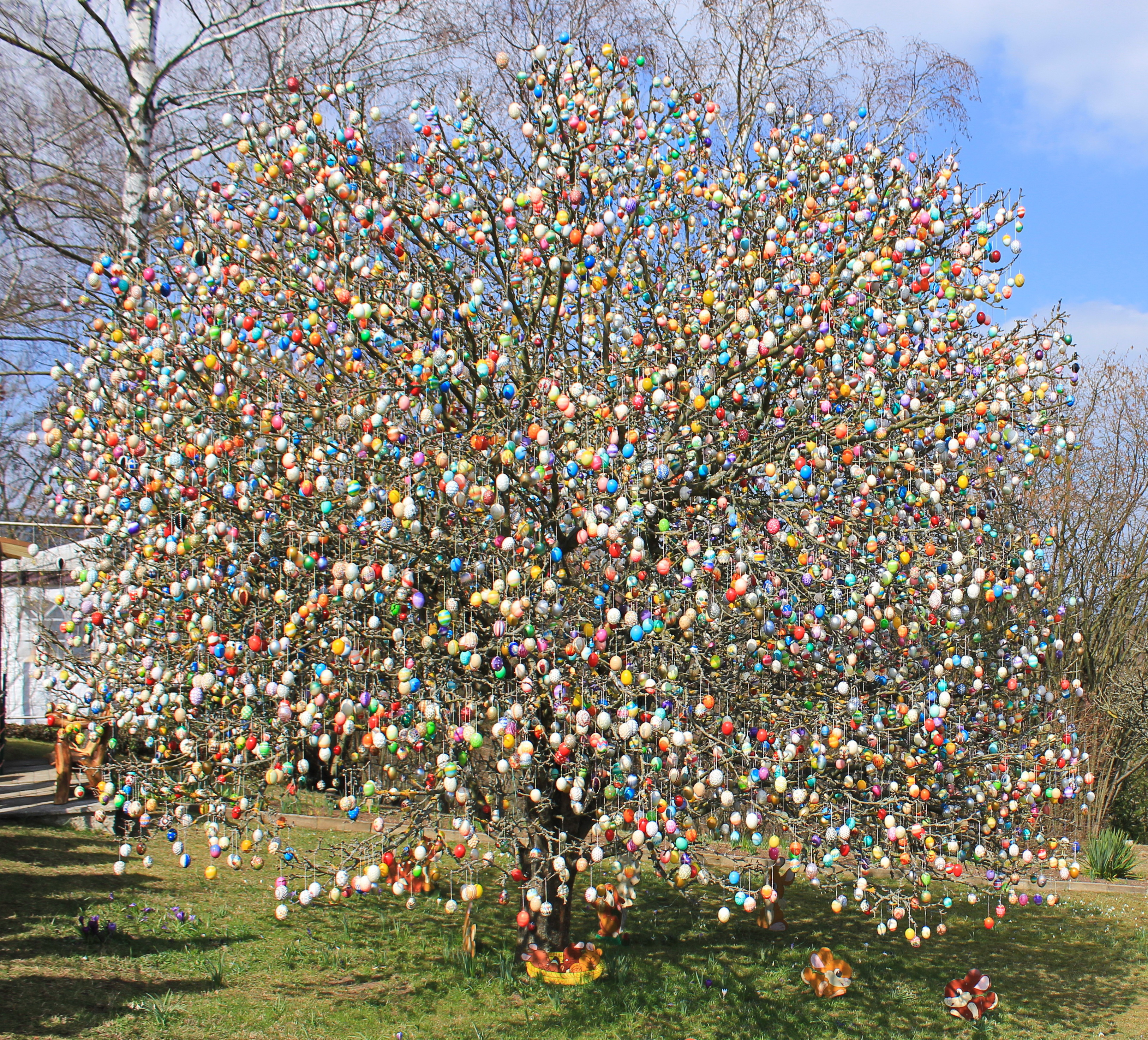
Дерево украшенное пасхальными яйцами в Германии
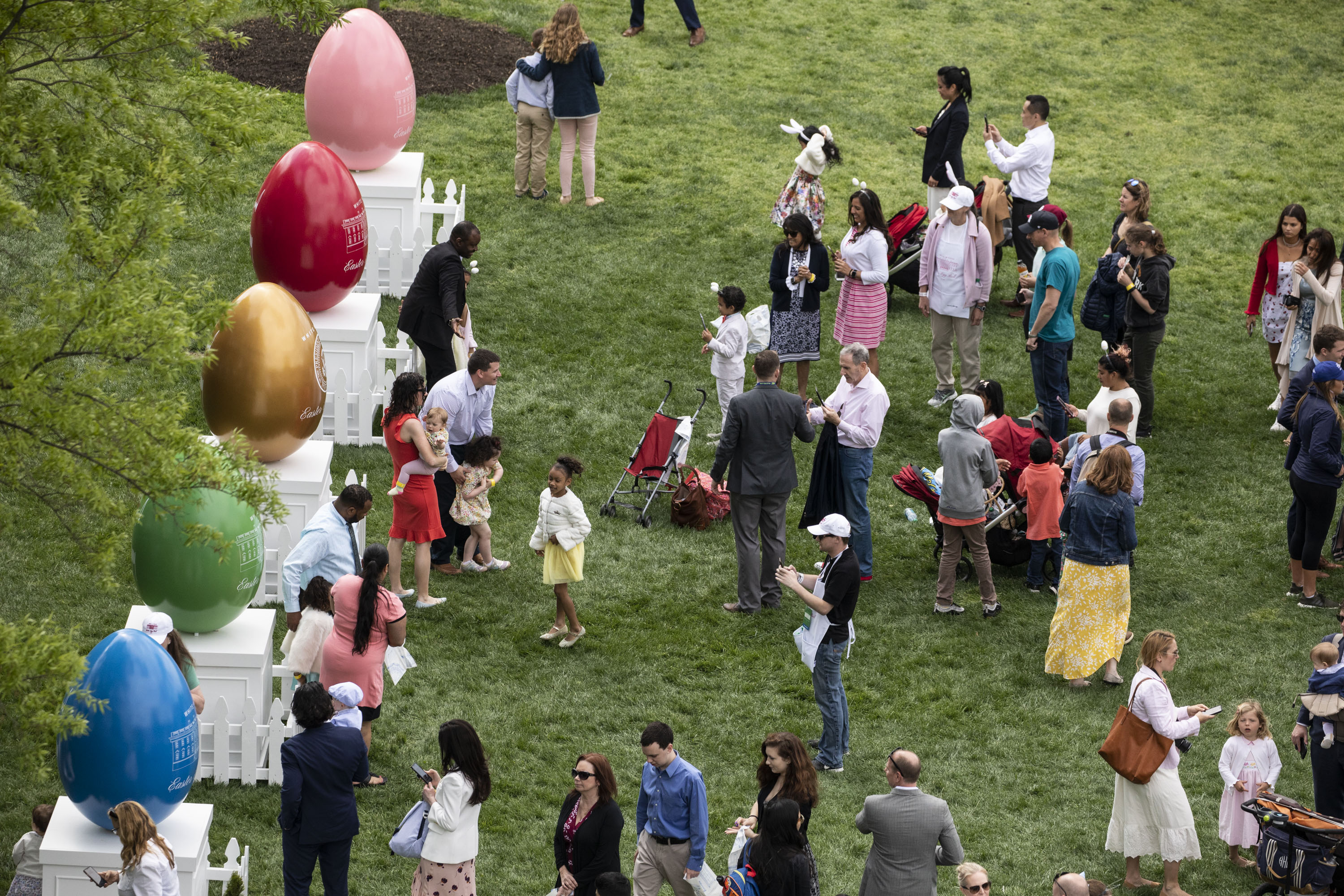
Большие пасхальные яйца возле Белого дома